# Odoo SA
Cet article concerne l’éditeur logiciel. Pour le logiciel de gestion, voir Odoo.
Odoo SA est une entreprise belge créée en 2002 sous le nom Tinyerp, qui publie notamment le logiciel Odoo.
La société rebaptisée OpenERP en 2008, puis Odoo SA en 2014, est à l'origine un logiciel de gestion fondé par Fabien Pinckaers pendant ses études d’ingénieur à l'UCLouvain.
En 2025 la société a un effectif de plus de 5500 employés et est possède des bureaux notamment à San Francisco, Mexico, Hong Kong, Dubaï, Nairobi ou Gujarat. 
Le logiciel Odoo comprend des applications d’outils de gestion d’entreprise de type: CRM, eCommerce, Comptabilité, Inventaire, Point de Vente, Gestion de Projet, etc.
Dès 2021, Odoo est la première entreprise wallonne a atteindre le statut de licorne. En novembre 2024, Odoo est valorisée à plus de 5 milliards d'euros. Fabien Pinckaers en est toujours le CEO et principal actionnaire.

## Histoire
Historiquement, Odoo était une société de service de logiciel en gestion basé uniquement sur le système d’open source, elle s’est ensuite en 2010, transformée en éditeur de logiciels avec l’idée proposer plus de service, avec la prise en charge de la maintenance et le support avec en complément un réseau de partenaires qui assure la vente.
En 2014, l’entreprise a évolué vers un système mixte de code source ouvert et fermé. Dès lors, une partie du logiciel est devenu propriétaire et le modèle économique de l’entreprise repose sur l’utilisation du logiciel via un système d’abonnement mensuel par utilisateur.